# Come From Away
Come From Away è un musical con libretto e colonna sonora di Irene Sankoff e David Hein, debuttato a San Diego nel 2015. Il musical ha fatto successivamente il suo debutto a Broadway nel 2017, dove è stato candidato a sette Tony Award e vinto il Drama Desk Award al miglior musical, e a Londra nel 2019, dove ha vinto il Laurence Olivier Award al miglior nuovo musical, oltre ad essere stato messo in scena anche in Canada e in Irlanda.

## Trama
Il musical racconta la storia vera degli abitanti di Gander, una cittadina canadese che fu costretta ad ospitare settemila passeggeri dagli aerei costretti ad atterrare all'aeroporto locale dopo che lo spazio aereo statunitense fu chiuso in seguito agli attentati dell'11 settembre 2001. Con grande difficoltà, i cittadini di Gander si organizzano per accogliere un numero di sfollati che supera quello degli abitanti del luogo e nei giorni che passano insieme prima che gli americani possano tornare in patria tra gli oriundi e gli ospiti si sviluppa un grande rapporto di amicizia e solidarietà, spinti dalla tragedia che accomuna tutti loro.

## Brani musicali
- Welcome to the Rock – Claude & cast
- 38 Planes – Cast
- Blankets and Bedding – Cast
- 28 Hours / Wherever We Are – Cast
- Darkness and Trees – Cast
- On the Bus – Cast
- Darkness and Trees (Reprise) – Cast
- Lead Us Out of the Night – Cast
- Phoning Home – Cast
- Costume Party – Diane, Kevin T, Beverley, Hannah, Kevin J, Nick, Bob
- I Am Here – Hannah
- Prayer – Kevin T & cast
- On the Edge – Cast
- In the Bar/Heave Away – Cast
- Screech In – Claude & cast
- Me and the Sky – Beverley & donne
- The Dover Fault – Nick, Diane
- Stop the World – Nick, Diane, cast
- Somewhere in the Middle of Nowhere – Beverley, cast
- Something's Missing – Cast
- Ten Years Later – Cast
- Finale – Claude, Cast
- Screech Out – Orchestra

## Adattamenti
Il regista Christopher Ashley ha diretto nel 2021 la versione cinematografica del musical Come From Away.